# Otto Krueger
Pour les articles homonymes, voir Krueger.
Otto Krueger (1891-1976) est un général allemand de la Luftwaffe, actif pendant la Seconde Guerre mondiale. Il fut commandant du Flughafen-Bereichskommando 9/XI en avril 1942.

## Biographie
Otto Krueger naît le 29 décembre 1891, à Metz, une ville de garnison animée d'Alsace-Lorraine. Avec sa ceinture fortifiée, Metz est alors la première place forte du Reich allemand, constituant une véritable pépinière d'officiers supérieurs et généraux. Comme ses compatriotes Eduard Schützek et Eugen Müller, le jeune Otto se tourne naturellement vers le métier des armes. En avril 1911, Otto Krueger s'inscrit à l'Académie navale de Mürwik. Il en sort cadet en mai 1911. Après ses classes sur le Vineta, il est promu Fähnrich zur See, aspirant de marine, le 15 avril 1912. Après une formation d’officier d’un an à l’école navale, et sur le Württemberg et une spécialisation de trois mois à l’école d'artillerie navale, Otto Krueger est promu Leutnant zur See, enseigne de vaisseau, le 3 août 1914, sur le Wittelsbach.  

### Première Guerre mondiale
Pendant la Première Guerre mondiale, Otto Krueger sert dans la Kaiserliche Marine. Affecté d’abord sur le Mecklenburg, Otto Krueger suit une formation de pilote dans le Flieger bataillon Nr. 1 de septembre 1915 à octobre 1916. Otto Krueger est affecté comme pilote à Warnemünde, puis à Libau en décembre 1916 et Hottenau jusqu’en avril 1917. Après une formation de pilote de chasse à la Kampfeinsitzer-Schule de Putzig, pendant laquelle Krueger est promu Oberleutnant zur See, enseigne de vaisseau de 1re classe, il est affecté à la Seefliegerstation de Windau. Krueger suit ensuite une formation de leader au sein du Seeflieger battalion Nr. 1, de juillet 1917 à mars 1918. Nommé leader à la Seefliegerstation de Reval, le lieutenant Krieger termine la guerre sur place. 

### Entre-deux-guerres
Otto Krueger ne quitte pas la marine après guerre. Il est affecté dans une flottille de chasseurs de mines, avant d’être promu Kapitänleutnant, en décembre 1921 sur le Braunschweig. Le capitaine de vaisseau Krueger est affecté en 1926 à l’état-major de la mer du Nord en tant que conseiller aéronautique. Promu Korvettenkapitän, en octobre 1929, Krueger est affecté dans une escadre de la mer du Nord, puis en mer Baltique de septembre 1931 à mars 1934. 
En avril 1934, le capitaine de corvette Krueger quitte la marine pour la Luftwaffe, où il est promu Oberstleutnant, lieutenant-colonel. Il est d’abord affecté à Kiel au Luftkreis-Kdo. VI, en tant que conseiller technique aéronautique. Puis il est promu Charakter als Oberst en mars 1936, et nommé commandant de la base aérienne de Kiel-Holtenau le mois suivant. Promu Oberst, colonel d'active, en août 1937, Krueger est nommé commandant du FliegerersatzAbteilung 26 , un détachement de réserve. Peu après, il prend la tête du Fliegerausbildungsregiment 26, un régiment d'instruction de la Luftwaffe, poste qu'il occupera jusqu'en septembre 1939.

### Seconde Guerre mondiale
Le 3 septembre 1939, lorsque la Seconde Guerre mondiale éclate, le colonel Krueger est nommé Kommandeur du Luftwaffen-Bau-regiment "Schleswig", un régiment du génie de l'air allemande. Affecté à Lille avec les mêmes fonctions, Otto Krueger est ensuite affecté dans le nord de la Norvège, en novembre 1940. Le 22 mars 1941, Krueger est nommé Kommandeur de la Luftwaffen-Bau-Brigade V, une brigade du génie stationnée dans l’ouest de la France. À ce poste, il est promu Generalmajor, général de brigade, en novembre 1941. En avril 1942, le général Krueger est nommé commandant du Flughafen-Bereichskommando 9/XI, un district aérien que commandait le général Baur de Betaz en septembre 1940. Remplacé à ce poste par Erich Zimmermann, le général Krueger est mis en disponibilité le 28 février 1943, pour quitter définitivement le service actif, le 31 mai 1943.
Otto Krueger décèdera à Niederaschau, en Allemagne, le 6 juin 1976.